# Kecskédi repülőtér
A Kecskédi repülőtér Tatabányától 10 kilométerre délnyugatra, Kecskéd határában, a Vértes hegység lábánál, festői környezetben fekszik. A talaja 5 tonna teherbírású ősgyep. A talajszinttől számított fél-egy méter vastagságú humuszréteg után köves, kavicsos, a  vizet jól vezető  rétegek következnek, így az esőzések után a talaj hamar visszanyeri teherviselő  képességét. A repülőtér jelenleg vitorlázó és motoros repülőgépek fogadására, vitorlázó és motoros gép, sárkányrepülő kiképzésre és ejtőernyős ugrások végrehajtására alkalmas.

## További adatok
- Csak nappali VFR repülés folytatható
- Területe: 139,2 hektár
- Magasság: 174 méter (571 láb)
- Hívójel: Kecskéd rádio
- Frekvencia: 120,610 MHz

## Története
A tatabányai repülés több mint fél évszázados múltra tekint vissza. Eleinte az Esztergomi repülőklubban repültek a Levente Egyesület tagjai, idősebb Rubik Ernő oktató és repülőgép-tervező is nagyon kedvelte és segítette is őket. A háború alatt sokakat besoroztak, néhányukat korengedménnyel. A háborút túlélő alapítók 1946-ban ott voltak az újraszerveződő tatabányai MADISZ "Jó szerencsét" Sportrepülő Egyesületben.
Kezdetben nem voltak gépei a klubnak, azonban bányászváros lévén szénért cserébe vásároltak repülőgépeket és kiszolgáló eszközöket. Az első üzemnap 1947. június 28-án immáron 150 fős klublétszámmal a Gerecsében volt a Sárgadombon. Ettől kezdve keresték a megfelelő területet a repüléshez, amit végül Kecskéd mellett találtak meg. Ezt a területet már 1939-ben használták a németek katonai gépeik kiszolgálására. Később a Kecskéd, Környe Közös Legeltetési Társulás legelője lett, majd a Magyar Repülő Szövetség kisajátította, ami egy abszolút logikus döntés volt, hiszen korábban is repülési célokat szolgált a terület. Így 1948. augusztus 1-jén nyitották meg hivatalosan is a Kecskédi repülőteret.
A Tatabányai Szénbányák és az MRSZ sokat segített a hangár építésében, megkezdődhettek a rendszeres és folyamatos üzemnapok. A modellezés alapul szolgált a repülés elsajátításához. 1949-ben a klub elsőként kapta meg a legeredményesebb repülőiskolának kiírt vándorzászlót, 1950-ben és 1952-ben pedig nagyszabású repülőnapokat rendeztek Tatabányán. A klub jó kapcsolatot ápolt a szomszédos csehszlovák nyitrai repülőegyesülettel.
Az 1956-os események miatt a repülőtéren is megállt az élet. Csak 1957-ben tért magához a magyar repülés, így a klub is. Az 1960-as években rendeződtek a sorok a repülőklub vezetősége és tagsága, valamint a repülőtér személyzete tekintetében. A klub ekkor lecserélte két Koma típusú gépét az akkor kifejlesztett kétkormányos, Rubik Ernő által tervezett Góbé típusokra, amely típusokon ma is folyik a vitorlázórepülő kiképzés. Ebben az évtizedben sok említésre méltó repülő teljesítmény született. Azonban 1968-ban az MHSZ megszüntetett 14 klubot és repülőteret, a Kecskédi repülőteret pedig a Magyar Honvédség hatáskörébe utalta. A repülőgépeket és a kiszolgáló eszközöket szétosztották a többi repülőklub közt.
1968 és 1985 között a klub egy része Péren, míg mások Esztergomban és Dunaújvárosban repültek. 1984-re a 140-150-fős klubtagság 40-50 főre fogyatkozott. A kínálkozó helyzetet felismerve 1986. május 23-án megalakult a tatabányai oldtimer szakosztály az esztergomi repülőklub keretein belül. 1987 tavaszán a Tatabányai Szénbányák XV-ös akna területén felszabadultak épületek, amelyekből társadalmi munkában felépült a kecskédi repülőtéren a ma is működő fogadóépület, műhely és a hangár. Teljesen kész állapotukat 1991-ben érték el.
1988. február 28-án megtartották az újraalakuló közgyűlést. Ezt megelőzően, január 12-ei dátummal kapta meg az Oldtimer Repülőklub a működési engedélyt, immáron 124 fővel. Az első üzemnapra 1988. augusztus 13-án került sor. Az MHSZ megszűnése és a rendszerváltás a repülőklubok önállósodását eredményezte. 1990. június 14-i dátummal a Bíróság elfogadta az Old Timer Aero Club alapszabályát és a klubot önálló jogi személlyé nyilvánítva bejegyezte. Ettől kezdve újra folyamatosak voltak az üzemnapok és a vitorlázórepülő kiképzés. 1991 májusában Tatabánya testvérvárosából, Aalenből érkező gépek landoltak a Kecskédi repülőtéren, 1996-ban  pedig felkeresték a régi repülőtársakat, segítőket és támogatókat. 1997 márciusában a vezetőségválasztó közgyűlés során a klub vezetősége átalakult.
A repülőtér fejlesztése Tatabánya távlati tervei között is szerepelt. A sportrepülés feltételeinek megteremtése révén a tágabb térség is vonzóvá tehető csillagtúrák szervezésével. Az idegenforgalmi koncepció elfogadásával a tatabányai képviselő-testület ezen fejlesztési irányok kidolgozásában állapodott meg.
1998-tól a repülőtér kezelői joga átkerült a Magyar Honvédségtől az Állami Vagyonügynökség egy cégéhez. Használója továbbra is az Old Timer Aero Club maradt, melynek kötelessége viszonzásképpen a repülőtér üzemben tartása volt. Nem sokkal ezután a Belvárosi Irodaház kft egy kormányhatározatnak megfelelve átadta a repülőtér tulajdonjogát a közigazgatási terület arányainak megfelelően Kecskédnek és Környének. Az új tulajdonosok vállalták, hogy minimum 15 évig  távlatban fenntartják a repülőteret; az üzemben tartó és használó továbbra is a repülőklub maradt.
Az azóta eltelt idő sok változást hozott. A klubtagságban és a repülőtéren is megjelent a magántulajdonosi kör, magánhangárok épültek.
Az üzembentartó klub szervezete is változott, a klubgépek modernebb, többcélú repülőkre cserélődtek. Európai Uniós felvételünk után jogszabályokban is sok változás történt, aminek meg kellett felelni.